# Вибий Секвестер
Вибий Секвестер (на латински: Vibius Sequester) е римски географ, писател и поет през 4 – 5 век.

## Научна дейност
Вибий е автор на седем азбучни списъка на географски имена, споменати от поети, особено от Виргилий, Овидий и Лукан. Списъците са:
1. Flumina (реки / водни пътища)
2. Fontes (източници)
3. Lacus (езера)
4. Nemora (гори)
5. Paludes (блата)
6. Montes (планини)
7. Gentes (народи)